# Charopó
Charopó (Charopo) är en ort i Grekland.   Den ligger i prefekturen Nomós Serrón och regionen Mellersta Makedonien, i den norra delen av landet, 400 km norr om huvudstaden Aten. Charopó ligger 114 meter över havet och antalet invånare är 1 042.
Terrängen runt Charopó är huvudsakligen kuperad, men åt sydväst är den platt. Runt Charopó är det ganska tätbefolkat, med 52 invånare per kvadratkilometer. Närmaste större samhälle är Sidirókastro, 3,1 km söder om Charopó. == Kommentarer ==
1. ↑  Framräknat ur variansen i alla höjduppgifter (DEM 3") från Viewfinder Panoramas, inom 10 km radie.[2] Mer om algoritmen finns här: Användare:Lsjbot/Algoritmer.